# Сёнай (река)
Сёнай (яп. 庄内川 сё:наигава), в Гифу — Токи (яп. 土岐川 токигава) — река в Японии на острове Хонсю. Протекает по территории префектур Айти и Гифу.
Длина реки составляет 96 км, на территории её бассейна (1010 км²) проживает около 4,3 млн человек, из которых 3,9 живёт в Нагое и Касугаи. Согласно японской классификации, Сёнай является рекой первого класса.
Исток реки находится под горой Юдати (夕立山, высотой 727 м), на территории города Эна. Река начинается как Токи-гава и течёт через город Мидзунами, где в неё впадает Ори-гава (小里川), через город Токи, где в неё впадает Цумаки (妻木川), и город Тадзими, где в неё впадает Касахара (笠原川). На границе с префектурой Айти река протекает через ущелье Тамано (玉野渓谷), просле чего в городе Касугаи она выходит на равнину Ноби. На равнине Сёнай вбирает в себя множество притоков, главный из которых — Яда-гава (矢田川); ниже она протекает через северо-западную часть города Нагоя и впадает в залив Исе Тихого океана.
Около 45 % бассейна реки занимает природная растительность, около 15 % — сельскохозяйственные земли, около 40 % застроено. Река загрязнена тяжёлыми металлами и фосфором.
Уклон реки в верховьях составляет около 1/100-1/400, в среднем течении — не более 1/500. Среднегодовая норма осадков в верховьях реки составляет около 1500—1700 мм в год, а в низовьях около 1400—1500 мм в год.
В XX и XXI веках наибольший ущерб нанесли наводнения 1957, 1958, 1961, 1975 и 2000 годов. Во время наводнения 1958 года пострадало 146795 домов, в 1961 году — 39775. В 2000 году (наводнение Токай) в бассейне реки за короткое время выпало более 500 мм осадков, что вызвало резкий подъём уровня воды и прорыв защитных дамб. В результате наводнения пострадало 34049 домов, экономический ущерб составил 70 млрд йен. После наводнения русло реки и её притока Синкавы было расширено, а дамбы укреплены.